# Santa Maria del Mont Carmel de Perpinyà
Santa Maria del Mont Carmel de Perpinyà, anomenada també Els Grans Carmes o Mare de Déu de la Concepció, és el nom de l'antic convent, així com de la seva església conventual, dels Carmelites de la ciutat de Perpinyà, a la comarca del Rosselló, de la Catalunya del Nord.
És a prop al nord-est de la Ciutadella de Perpinyà, en el barri de Sant Jaume. Queda a prop i al sud-est de l'església de Santa Maria de la Real i una mica més lluny al sud-oest de la de Sant Jaume, al carrer de Jean Vielledent.

## Història

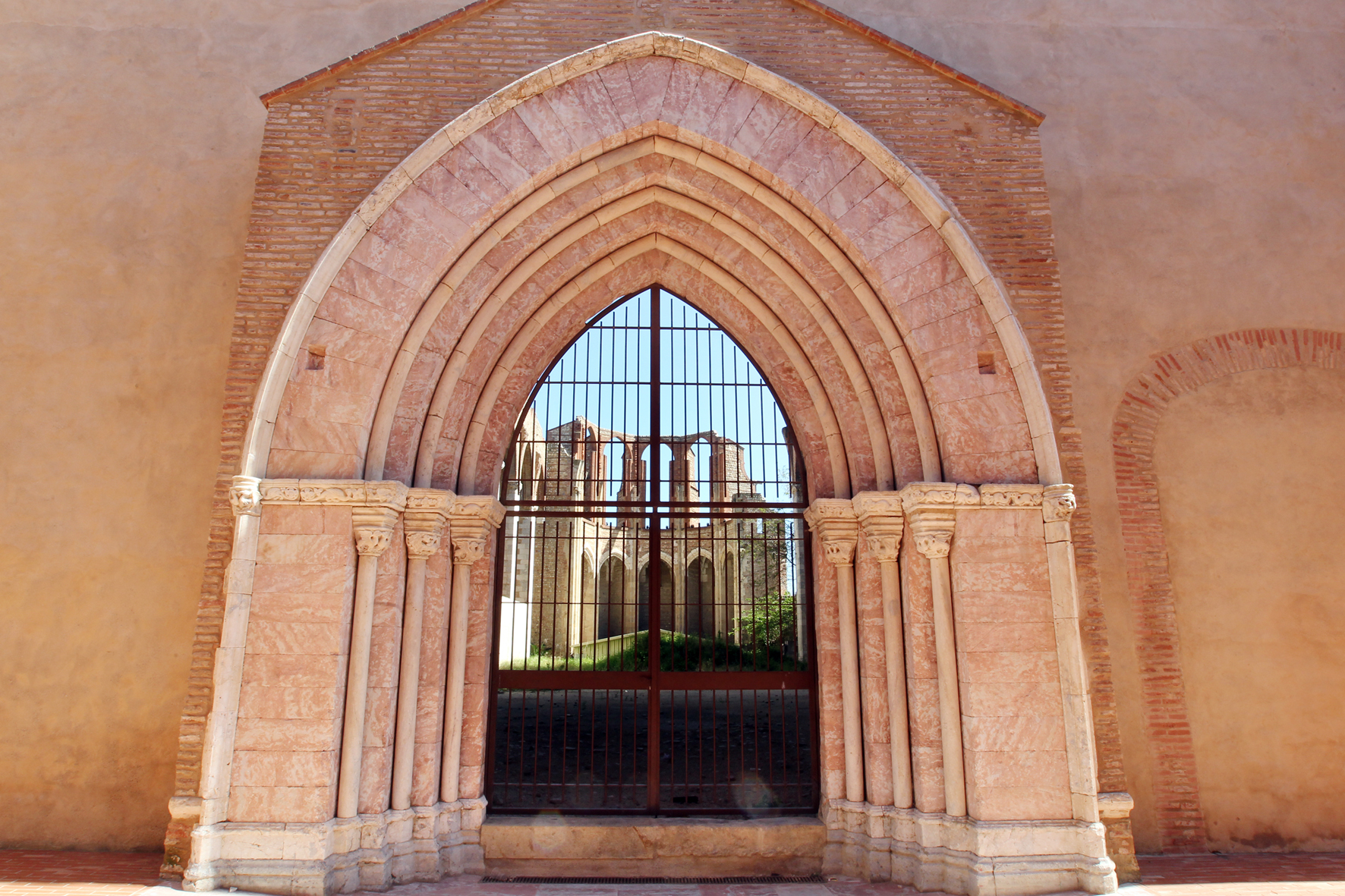
Portalada de ponent de l'església

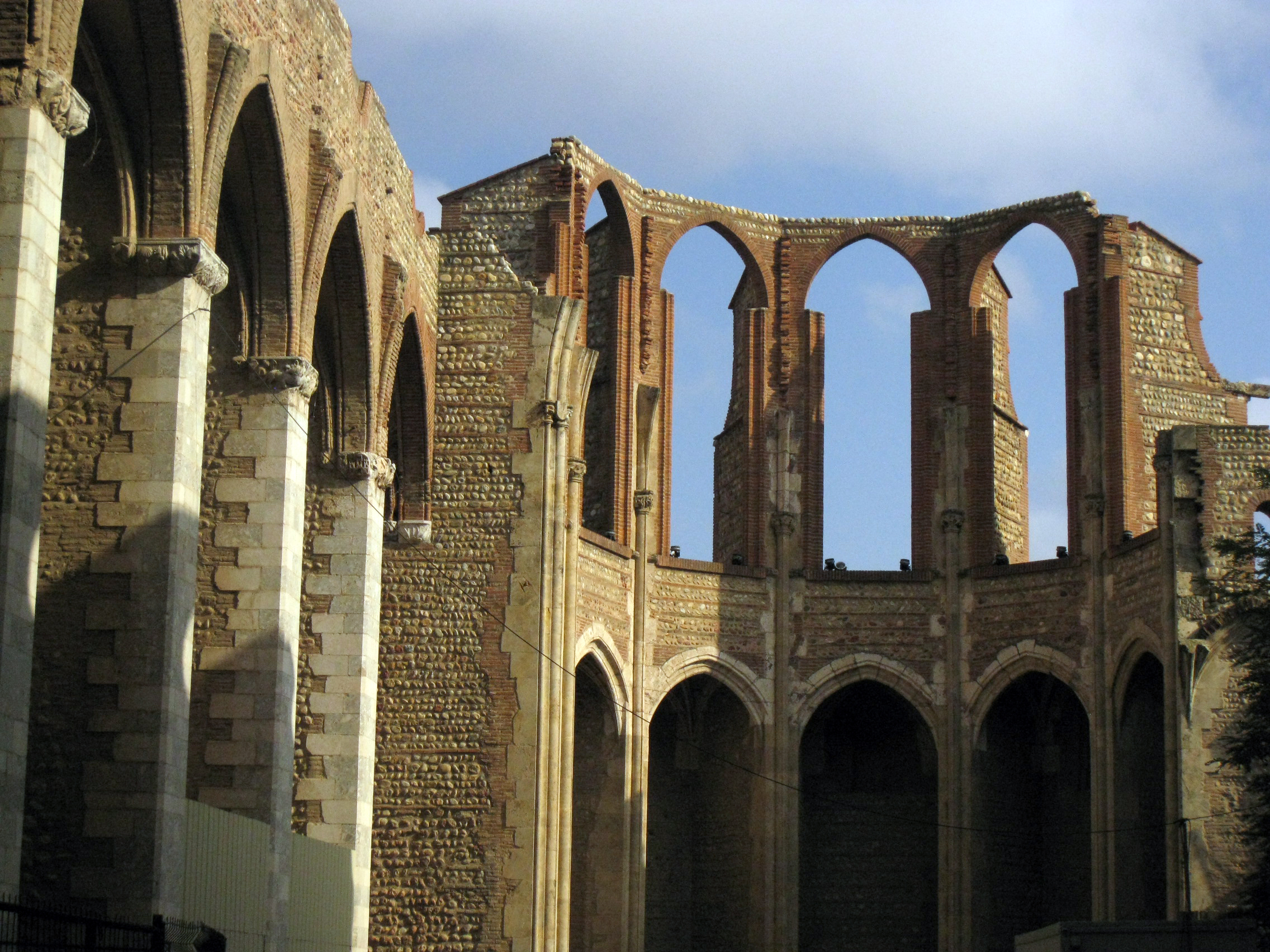
Interior de l'església: l'absis

Els Carmelites es van establir vers el 1269 en el camí vell de Canet, fora dels murs de la vila de Perpinyà, igual que tots els altres ordes mendicants. El convent, dedicat a Santa Maria del Mont Carmel, fou en un primer moment molt modest, però aviat els poderosos del Rosselló van beneficiar la comunitat amb la seva generositat. Jaume II de Mallorca va concedir a perpetuïtat al convent l'aigua d'una font que sorgia del fossat del castell reial de Perpinyà, que d'aquesta manera es convertí en la font dels Carmelites. La comunitat es formà el 1298, i, després de l'església, el claustre es va construir el 1333.
La gran església fou bastida el 1325, i fou erigit un primer claustre a migdia de l'església entre 1333 i 1342. Des del 1710 - 1715, l'exèrcit ocupa gran part del conjunt conventual. El 1776 els monjos acceptaren la demolició d'alguns edificis, com el claustre, la cuina, els refectoris i els dormitoris per a la construcció de l'arsenal reial. Després de la Revolució Francesa, l'exèrcit ocupà tot el recinte monacal, ocupació que va durar fins al 1999. Al segle xix, el claustre fou desmuntat, comprat i reconstruït en el castell de Villemartin, a l'Aude. Només queda dempeus l'església, en ruïnes, els basaments del claustre antic, al lloc on hi hagué l'arsenal militar durant dos segles, la font subterrània i el portal ogival, amb uns capitells gòtics de tradició romànica de notable bellesa.

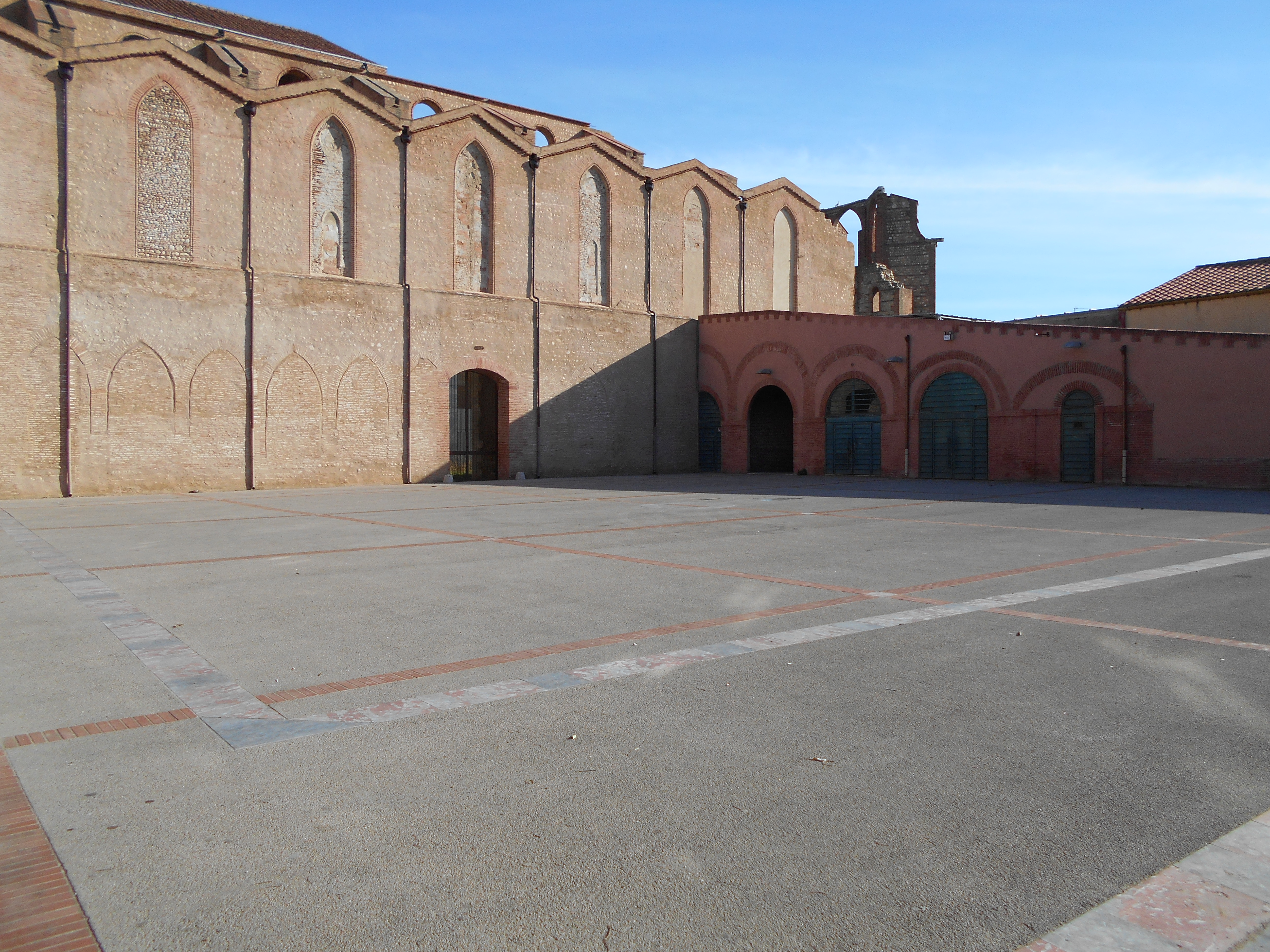
Espai de l'antic claustre dels Grans Carmes

Un dels monjos del convent, Guiu de Terrena o Guiu de Perpinyà, fou general de l'Orde dels Carmelites, més tard bisbe de Palma i finalment bisbe d'Elna - Perpinyà. Les relíquies de sant Honorat, fins aleshores a la cripta del convent, foren traslladades a l'església de Sant Jaume el 1791 just abans que la cripta fos reblerta i anul·lada. No s'ha tornat a descobrir fins a les campanyes arqueològiques dels anys 2004 i 2005.

## L'edifici

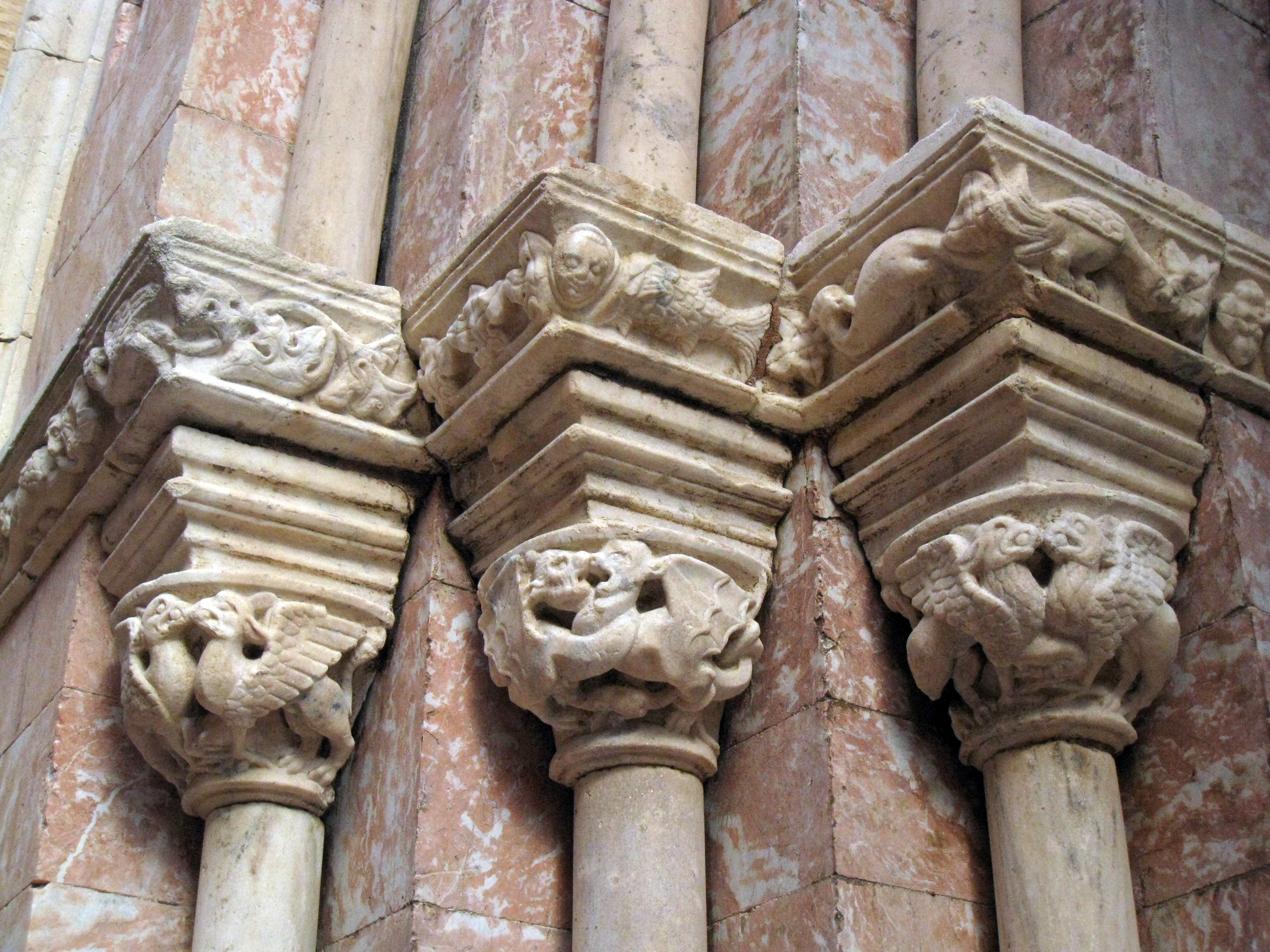
Capitells de la portalada de ponent

La gran nau única de l'església conventual fou acabada el 1325 i coberta el 1343. Avui dia l'edifici és en ruïnes, tot i que ha sofert ja una restauració parcial: només tres dels vuit trams de la nau són encara coberts, ja que el 1944 un incendi va destruir la teulada i la tribuna de fusta esculpida i pintada. El 1961 es va enfonsar el coronament del cor, cobert amb volta. Són encara visibles els capitells i les claus de volta amb motius vegetals, d'animals fantàstics, de sants i d'escuts.
Al nord de l'església, davant de l'atri, hi ha un portal gòtic esculpit amb monstres fantàstics, de marbre policrom rosa i blanc. Al costat meridional de l'església hi hagué el claustre, policrom, de marbre gris i blanc. Fou construït del 1333 al 1342, i l'escultor que hi va treballar fou Arnau de Peirestortes, de l'orde del Carmel; se'n conserven algunes restes.

## Les prospeccions arqueològiques
Entre el 2004 i el 2005 es van dur a terme diverses campanyes arqueològiques, un cop el conjunt monàstic lliure de l'ocupació militar que hi va haver anteriorment. Fou seu de l'arsenal i d'una caserna, principalment. El primer objectiu fou l'alliberament de la cripta de Sant Honorat, obstruïda fins a la campanya que la va treure a la llum. D'entrada es va poder descobrir l'esplèndida clau de volta gòtica, i de quatre de les sis seccions d'ogives que constituïen la capella de la cripta. Aquesta era coberta originalment per una volta radial de sis seccions, que originalment sobresortia del sòl de la nau de l'església i formava un podi en el presbiteri per a l'altar principal.
L'edifici de l'arsenal fou objecte de la campanya següent. Es va poder determinar que es tractava d'un edifici de la segona meitat del segle xvii, moment en el qual serví de sagristia, amb algunes dependències conventuals annexes. Es pogué determinar que la construcció de la sagristia havia amputat una part del claustre monacal. El cor del segle xvii, posterior a la cripta, fou també objecte dels estudis arqueològics. Es pogué determinar que era la realització moderna d'un projecte medieval, fet amb anys de retard. També aparegué la primera capella del Terç Orde, situada sota la posterior sagristia. Entre les construccions que aparegueren en aquestes prospeccions destaca la font situada a prop, al sud, de la capçalera.